# Dominik Schmidt
Dominik Schmidt (* 1. Juli 1987 in Berlin) ist ein deutscher Fußballspieler. Der Innenverteidiger steht beim SV Atlas Delmenhorst unter Vertrag.

## Karriere
Dominik Schmidt begann mit dem Fußballspielen beim 1. FC Lübars. Von dort wechselte er über die Reinickendorfer Füchse zum Nordberliner SC und schließlich zu Tasmania Gropiusstadt, für die er in der A-Junioren-Bundesliga zum Einsatz kam.
Daraufhin verpflichtete ihn Werder Bremen für die in der Regionalliga Nord spielende zweite Mannschaft, bei der er zunächst hauptsächlich als Einwechselspieler zum Einsatz kam. So bestritt er in der Saison 2006/07 15 Partien, in denen er neunmal von der Bank ins Spiel kam und einmal ausgewechselt wurde. In den restlichen fünf Spielen stand er die vollen 90 Minuten auf dem Platz. Ebenfalls in dieser Spielzeit erzielte er nach einer Einwechslung in der 66. Minute im Auswärtsspiel gegen die Kickers Emden sein erstes Tor im Seniorenfußball: Bei der 2:4-Niederlage erzielte er den Treffer zum 2:3. Mit den Werder-Amateuren belegte er am Ende der Runde mit dem achten Tabellenplatz zwar einen Mittelfeldrang, hatte aber nur vier Punkte Vorsprung vor dem besten Absteiger Holstein Kiel.
2007/08 wurde er häufiger eingesetzt. Er absolvierte nun 24 Partien, davon nur noch acht als Joker. Fünfmal musste er vorzeitig das Feld verlassen, während er elfmal durchspielte. Auch seine Torausbeute steigerte er auf zwei Treffer. In dieser Saison qualifizierte er sich mit der Bremer Reserve mit dem fünften Tabellenrang für die neu geschaffene 3. Liga. Dort wurde er Stammspieler. An den 38 Spieltagen wurde er 34-mal eingesetzt, meist von Beginn an. Nur in fünf Fällen kam er dabei nicht über die gesamte Distanz zum Einsatz, darunter zwei Ein- und drei Auswechslungen. Er erzielte ein Tor; sein Team erreichte den Klassenerhalt.
Daraufhin wurde er zur Saison 2009/10 auch in den Kader der in der Bundesliga spielenden ersten Profimannschaft aufgenommen. Dennoch spielte er zunächst weiterhin bei der Zweitvertretung, bis ihn dort nach wenigen Spielen Probleme an der Patellasehne für mehrere Monate außer Gefecht setzten. Nach seiner Genesung bestritt er zwar in der 3. Liga, mit Ausnahme von einer, bei der er auf Grund einer Gelbsperre nicht spielberechtigt war, alle Partien, kam aber in keinem Pflichtspiel des ersten Teams zum Einsatz. Insgesamt stand er so 22-mal auf dem Platz, wobei er fünfmal ausgewechselt wurde. Ins Tor traf er in dieser Spielzeit nicht. Mit seinem Verein bewegte er sich erneut in der unteren Tabellenregion und beendete die Saison auf dem 13. Platz.
Auch 2010/11 startete er als Stammspieler in der 3. Liga. Jedoch kam er Ende November 2010 wegen zahlreicher Ausfällen anderer Spieler zu seinem Pflichtspieldebüt für die erste Mannschaft. Er spielte dabei von Beginn an am 5. Spieltag der UEFA Champions League 2010/11 im Spiel bei Tottenham Hotspur. Die Partie wurde mit 0:3 verloren und bedeutete damit das Ausscheiden aus den internationalen Wettbewerben. Dennoch spielte Schmidt in allen verbleibenden Spielen 2010 in der Bundesliga und der Champions League durch. In der Winterpause wurde ihm eine Verlängerung seines im Sommer 2011 auslaufenden Vertrages angeboten, die er jedoch ablehnte, da er ein höheres Gehalt forderte – diese Forderung hielt der Geschäftsführer Profifußball Klaus Allofs wiederum für überzogen. In der Rückrunde kam Schmidt dann nur noch sporadisch zum Einsatz, zumeist als Einwechselspieler. Dennoch gab es weitere Gespräche über eine Vertragsverlängerung, bei denen jedoch keine Einigung erzielt wurde.
Wenige Tage vor dem Saisonstart der Saison 2011/12 wechselte er ablösefrei in die 2. Bundesliga zum Absteiger Eintracht Frankfurt. Sein erstes Spiel für die Hessen machte Schmidt am 21. August 2011 beim 4:0-Sieg gegen den FSV Frankfurt, als er in der 76. Minute für Sebastian Rode eingewechselt wurde. Es blieb sein einziger Zweitligaeinsatz für Eintracht Frankfurt. Stattdessen spielte er regelmäßig in der Regionalligamannschaft. Als Grund dafür, dass er sich in Frankfurt nicht durchsetzen konnte, gab Schmidt fehlende Fitness durch die fehlende Saisonvorbereitung an.
Zur folgenden Sommerpause wechselte er zu SC Preußen Münster. Im Auswärtsspiel am 9. Spieltag beim VfL Osnabrück verletzte er sich schwer und fiel mit einem Riss des Kreuzbandes und Innenbandes für den Rest der Spielzeit aus. In der Saison 2013/14 erzielte er im Spiel gegen den Tabellenführer aus Heidenheim erstmals in seiner Karriere zwei Treffer.
Zur Saison 2015/16 wechselte er zum Ligakonkurrenten Holstein Kiel. Bei den „Störchen“ war Schmidt in der Innenverteidigung bis November 2019 unter wechselnden Cheftrainern Stammkraft. 2017 stieg er mit der Mannschaft in die 2. Bundesliga auf, ein Jahr später scheiterte man in der Aufstiegsrelegation am VfL Wolfsburg. Bis zu seinem Vertragsende im Sommer 2020 stand der Berliner in 154 Pflichtspielen für Kiel auf dem Platz und war zeitweise auch stellvertretender Mannschaftskapitän. Der Drittligist MSV Duisburg, bei dem damals auch sein ehemaliger Kieler Mannschaftskamerad Arne Sicker spielte, verpflichtete Schmidt zur Saison 2020/21 und stattete ihn mit einem Einjahresvertrag, der sich per Option um ein weiteres Jahr verlängerte, aus. Zuvor hatten bereits vier Innenverteidiger, darunter Stammspieler Lukas Boeder, die Zebras verlassen. Am 3. Januar 2022 gab der Verein bekannt, dass der Vertrag mit Schmidt mit sofortiger Wirkung aufgelöst sei.
Schmidt schloss sich daraufhin dem Regionalligisten SV Atlas Delmenhorst an.